# Marià Grandia i Soler
Marià Grandia i Soler (Vallcebre, el Berguedà, 30 de març de 1865 - Madrid, 24 de juliol de 1929) fou un filòleg i eclesiàstic. Era fill de Joan Grandia i Magdalena Soler. Tenia 11 germans, entre els quals hi havia el carlí Josep Grandia, conegut com el Nai.

## La qüestió del seu segon cognom
A l'Enciclopedia Espasa (1908) l'identifiquen erròniament amb el segon cognom de Fígols, però el cognom matern és Soler, que Marià Grandia va emprar en tots els documents oficials i en alguns dels seus llibres. Aquesta error s'ha repetit en enciclopèdies i obres posteriors.

## Biografia
Marià Grandia va néixer a la casa de cal Nai de Vallcebre. A deu anys se'n va anar a Casserres per continuar els estudis eclesiàstics i després va estudiar al Seminari Diocesà de Solsona, on va ser ordenat sacerdot el 1888 a l'edat de 23 anys. A partir d'aquesta data fins al 1899 fou catedràtic d'aquell seminari. Hi va professar matèries molt diverses, com ara lògica matemàtica, ètica, literatura, llengua grega, llengua hebrea, química, física i història natural. Durant aquests anys tingué, successivament, els càrrecs de director del Col·legi de Sant Carles i secretari de cambra i govern de la diòcesi de Solsona, essent bisbe d'aquesta el doctor Riu i Cabanes.
Després estudià filosofia i Lletres a la Universitat de Barcelona, on va obtenir la llicenciatura el 1905. Es mudà a Madrid per fer el doctorat a la Universitat de Madrid, on el 1907 hi llegí la seva tesi Monografía lingüistica de Vallcebre. El govern espanyol li atorgà una beca per anar a Alemanya a fer estudis de filologia hebrea, aprofitant el viatge per a estudiar àrab, siríac, etíop i assiri.
Els seus estudis versaren especialment sobre etimologia de la llengua catalana; les seves idees vers aquesta matèria són estades molt comentades i discutides pels filòlegs catalans. El 1906, quan Grandia i Soler ja havia aconseguida una càtedra de llatí a l'Institut General i Tècnic de Còrdova, càtedra que tingué quasi fins a la fi de la seva vida. També prengué part en les tasques del I Congrés Internacional de la Llengua Catalana tingut a Barcelona. En aquest Congrés fou nomenat vicepresident de la secció filològico-històrica.
Entre les seves obres filològiques en destaquen dues: Gramàtica etimològica catalana (1901) i una Fonètica semítich-catalana seguida d'un vocabulari d'etimologies catalá-semítiques (1903). Fou, a més, autor de diferents tractats i fullets per a ús dels estudiosos català, llatí, grec i hebreu, entre els quals un Nuevo método de gramática hebrea, con un apéndice de caldeo, alguns dels quals foren adaptats com a llibres de text pel Seminari de Solsona. Va col·laborar en diferents publicacions catalanes, com Lo Pensament Català i La Renaixença. La seva darrera obra fou Gramática latina histórico-comparada.